# Campionato italiano di hockey su slitta su ghiaccio 2005-2006
Il Campionato italiano di hockey su slitta su ghiaccio 2005-2006 è stata la seconda edizione di questo torneo, organizzato dal Comitato Italiano Paralimpico. Le compagini iscritte sono ancora una volta le tre rappresentative regionali di Piemonte (Tori Seduti, campioni in carica), Lombardia (Armata Brancaleone) e Alto Adige (South-Tyrol Eagles).
La formula prevedeva che ogni squadra affrontasse le altre due per cinque volte: due in casa, due in trasferta e una in campo neutro, sul campo della terza squadra.
Per il secondo anno consecutivo, ha vinto la rappresentativa del Piemonte.

## Girone
|                    | ARM | EAG | TOR | ARM | EAG | TOR | ARM | EAG | TOR |
| ------------------ | --- | --- | --- | --- | --- | --- | --- | --- | --- |
| Armata Brancaleone | —   | 0–1 | 3–1 | —   | 0–1 | 1–2 | —   | 2–1 | 2–2 |
| South-Tyrol Eagles | 0–1 | —   | 2–2 | 1–0 | —   | 1–3 | 1–2 | —   | 1–5 |
| Tori Seduti        | 4–0 | 8–0 | —   | 4–2 | 2–0 | —   | 2–2 | 5–1 | —   |

| Merano 14 ottobre 2005, ore 20:30 | South-Tyrol Eagles | 2 – 2 | Tori Seduti |  |

| Merano 15 ottobre 2005, ore 09:30 | Tori Seduti | 2 – 2 | Armata Brancaleone |  |

| Merano 16 ottobre 2005, ore 12:15 | Armata Brancaleone | 0 – 1 | South-Tyrol Eagles |  |

| Torino 25 novembre 2005, ore 20:30 | Tori Seduti | 4 – 0 | Armata Brancaleone |  |

| Torino 26 novembre 2005, ore 17:00 | Armata Brancaleone | 2 – 1 | South-Tyrol Eagles |  |

| Torino 27 novembre 2005, ore 10:00 | South-Tyrol Eagles | 0 – 8 | Tori Seduti |  |

| Merano 18 dicembre 2005, ore 12:00 | South-Tyrol Eagles | 1 – 3 | Tori Seduti |  |

| Torre Pellice 8 gennaio 2006, ore 12:00 | Tori Seduti | 4 – 2 | Armata Brancaleone |  |

| Torre Pellice 14 gennaio 2006, ore 12:00 | Tori Seduti | 2 – 0 | South-Tyrol Eagles |  |

| Casate 22 gennaio 2006, ore 12:00 | Armata Brancaleone | 0 – 1 | Tori Seduti |  |

| Varese 4 febbraio 2006, ore 09:00 | Armata Brancaleone | 3 – 1 | Tori Seduti |  |

| Selva di Val Gardena 4 febbraio 2006, ore 12:00 | South-Tyrol Eagles | 0 – 1 | Armata Brancaleone |  |

| Varese 11 febbraio 2006, ore 09:00 | Armata Brancaleone | 1 – 2 | Tori Seduti |  |

| Varese 11 febbraio 2006, ore 17:00 | Tori Seduti | 5 – 1 | South-Tyrol Eagles |  |

| Varese 12 febbraio 2006, ore 12:00 | Armata Brancaleone | 1 – 0 | South-Tyrol Eagles |  |

## Classifica
| Pos | Squadra            | G  | V | N | P | GF | GS | DG  | Pt |
| --- | ------------------ | -- | - | - | - | -- | -- | --- | -- |
| 1   | Tori Seduti        | 10 | 6 | 2 | 2 | 32 | 13 | +19 | 14 |
| 2   | Armata Brancaleone | 10 | 5 | 1 | 4 | 13 | 15 | −2  | 11 |
| 3   | South-Tyrol Eagles | 10 | 2 | 1 | 7 | 7  | 24 | −17 | 5  |

## Classifica marcatori
|    | Giocatore         | Rappresentativa    | Reti |
| -- | ----------------- | ------------------ | ---- |
| 1. | Andrea Chiarotti  | Tori Seduti        | 12   |
| 2. | Grégory Leperdi   | Tori Seduti        | 11   |
| 3. | Marco Re Calegari | Armata Brancaleone | 7    |